# Giuseppe Mangione
Pour les articles homonymes, voir Mangione.
Giuseppe Mangione, né le 15 mars 1908 à Rome (Latium) et mort en avril 1976 dans la même ville, est un scénariste de cinéma et de télévision italien.

## Biographie
Entre 1942 et 1976, il a écrit plus de quatre-vingts scénarios pour le cinéma italien, remportant un Ruban d'argent en 1956 avec Pasquale Festa Campanile et Massimo Franciosa pour le film Les Amoureux de Mauro Bolognini. En 1968, il est nommé pour un second Ruban d'argent pour L'Incompris de Luigi Comencini.
Il travaille également pour le petit écran : en 1958, il est le scénariste des six épisodes de la première série policière de l'histoire de la télévision italienne, Aprite: polizia! (it), réalisée par Daniele D'Anza. En 1971, il tient son seul rôle d'acteur, celui du commandant Boldrini dans La sciantosa, premier film de la mini-série Tre donne (it), réalisée par Alfredo Giannetti, et l'année suivante, il écrit le scénario Il socio, réalisé par Giuseppe Fina. Sa dernière œuvre est le scénario à grand succès Sandokan, réalisé par Sergio Sollima, présenté à la télévision dans la version longue en six épisodes et sur le grand écran dans une version raccourcie.
Il est décédé en avril 1976 à l'âge de 68 ans.

## Filmographie partielle
- 1942 : Phares dans le brouillard (Fari nella nebbia) de Gianni Franciolini
- 1949 : Au nom de la loi (In nome della legge) de Pietro Germi
- 1949 : Giuliano, bandit sicilien (I fuorilegge) d'Aldo Vergano
- 1950 : Contre la loi (Contro la legge) de Flavio Calzavara
- 1950 : La Cité des stupéfiants (Lebbra bianca) d'Enzo Trapani
- 1950 : Sigillo rosso (it) de Flavio Calzavara
- 1950 : Barriera a settentrione (it) de Luis Trenker
- 1951 : Traqué dans la ville (La città si difende) de Pietro Germi
- 1951 : Brigade volante (Il bivio) de Fernando Cerchio
- 1951 : Feu noir (it) (Fuoco nero) de Silvio Siano
- 1952 : Tragico ritorno de Pier Luigi Faraldo
- 1952 : Les enfants ne sont pas à vendre (I figli non si vendono) de Mario Bonnard
- 1952 : Le Fils de Lagardère (Il figlio di Lagardere) de Fernando Cerchio
- 1952 : Les Deux Gosses (it) (I due derelitti) de Flavio Calzavara
- 1952 : Amore rosso: Marianna Sirca (it) d'Aldo Vergano
- 1952 : Eran trecento... de Gian Paolo Callegari
- 1953 : Le Bourreau de Venise (I Piombi di Venezia) de Gian Paolo Callegari
- 1953 : Jalousie (Gelosia) de Pietro Germi
- 1953 : Le Drame d'une vie (Dieci canzoni d'amore da salvare) de Flavio Calzavara
- 1953 : Le Marchand de Venise de Pierre Billon
- 1953 : Le Sac de Rome (Il sacco di Roma) de Ferruccio Cerio
- 1953 : Chansons, chansons, chansons (Canzoni, canzoni, canzoni) de Domenico Paolella
- 1953 : Le Prince au masque rouge (Il cavaliere di Maison Rouge) de Vittorio Cottafavi
- 1954 : Amours d'une moitié de siècle (Amori di mezzo secolo) de Pietro Germi
- 1954 : Rosso e nero (it) de Domenico Paolella
- 1954 : Due lacrime (it) de Giuseppe Vari
- 1954 : Du sang dans le soleil (Proibito) de Mario Monicelli
- 1954 : L'Affranchi (Nel gorgo del peccato) de Vittorio Cottafavi
- 1954 : Repris de justice (Avanzi di galera) de Vittorio Cottafavi
- 1955 : Canzoni di tutta Italia de Domenico Paolella
- 1955 : La Veuve (La vedova X) de Lewis Milestone
- 1956 : Le Fils du cheik (Gli amanti del deserto) de Fernando Cerchio, Gianni Vernuccio, Goffredo Alessandrini et León Klimovsky
- 1957 : Belles de l'air (Le belle dell'aria) de Mario Costa et Eduardo Manzanos Brochero
- 1958 : Je ne suis plus une enfant (Non sono più guaglione) de Domenico Paolella
- 1960 : Les Blousons noirs de la chanson (I Teddy boys della canzone) de Domenico Paolella
- 1962 : La Nonne de Monza (La monaca di Monza) de Carmine Gallone
- 1963 : Jacob, l'homme qui combattit Dieu de Marcello Baldi